# Atractylis delicatula
Atractylis delicatula là một loài thực vật có hoa trong họ Cúc. Loài này được Batt. ex L.Chevall. mô tả khoa học đầu tiên năm 1903.